# 拉貝爾 (密蘇里州)
拉貝爾（英語：La Belle）是位於美國密蘇里州劉易斯縣的城市。

## 人口
根據2020年美國人口普查的數據，拉貝爾的面積為1.77平方千米，當中陸地面積為1.76平方千米，而水域面積為0.01平方千米。當地共有人口664人，而人口密度為每平方千米375人。